# Lilla Barnasjö
Lilla Barnasjö är en sjö i Marks kommun i Västergötland och ingår i Viskans huvudavrinningsområde.